# 石板棺

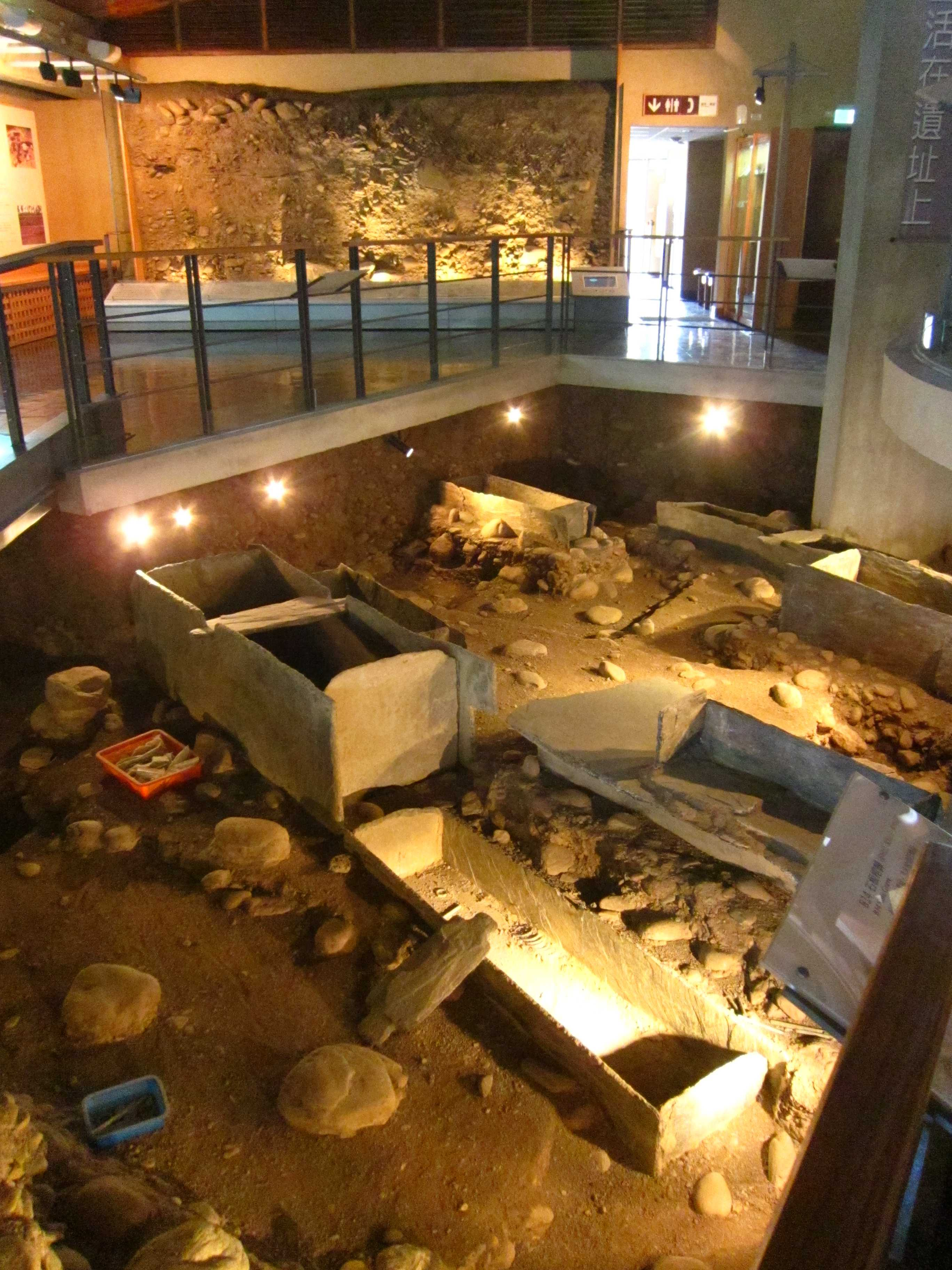
卑南文化遺址的石板棺

石板棺是在台灣考古發現的器物。在學界的報告中，從日治時期臺北帝國大學曾針對墾丁遺址發發掘出石板棺以來，歷來就是學者注目的焦點。
石板棺有時又稱「石棺」、「組合型石棺」、「組合式箱型石板棺」。以卑南遺址石板棺為例，皆出現於當時的生活層面以下，顯示出當時是採取地面下挖坑埋葬死者的方式。下挖的墓穴四周鋪設板岩石板，上面鋪上超過棺口大小的蓋版，棺身大約可以容納一個死者平躺其中，葬式則多採仰身直肢葬，不少係「量身訂做」而成，特別是卑南遺址的墓葬中小於五十公分的棺木有七十七例，由人骨遺跡來鑑定，大約介於流產胎兒到初生嬰兒之間。石板棺放置方向一致，腳朝向都蘭山，考古學家推測當時部落可能是以都蘭山為聖山。
臺灣大學人類學系連照美教授認為，卑南文化史前社會存有視胎、嬰、幼兒等已具有生命或「靈」的概念，才以石板棺下葬。另外，卑南遺址出土近一千五百個石板棺，其排列方式呈現出北北東—南南西軸線分佈，約與住屋的排列方式一致，有學者推測可能是因為卑南文化人採取室內葬方式之故。卑南遺址另外可以見到型制較為特殊與講究「石板棺墓」，其在石板棺的周圍堆砌大礫石為「槨」。有槨的石板棺墓中有不少是「複體葬」，亦即石板棺被卑南文化人重複利用，陸續埋葬死者於其中，曾有埋葬十二與十四人以上而複體葬的紀錄。卑南文化人雖然大量使用板岩作為石板棺的材料，但是卑南附近並未直接發現有板岩的產地。百分之七十左右的石板棺雖有陪葬品，但陪葬品優劣多寡不一，故學者推測卑南文化人可能存在著階級的差異。